# Лазарева, Татьяна Юрьевна
Татья́на Ю́рьевна Ла́зарева (род. 21 июля 1966, Новосибирск) — российская актриса телевидения и дубляжа, телеведущая, певица, ютубер, общественный деятель. Двукратный лауреат премии «ТЭФИ» в номинации «Лучшая развлекательная программа» (2003) и «Лучший ведущий развлекательной программы» (2006). 
Лазарева получила известность в конце 1990-х годов как ведущая юмористического шоу «О.С.П.-студия», актриса комедийного сериала «33 квадратных метра» и ряда его продолжений. С 2004 по 2012 год работала на телеканале «СТС», где была автором и ведущей шоу «Хорошие шутки».
В октябре 2012 года была избрана в Координационный совет российской оппозиции. Член попечительского совета благотворительного фонда «Созидание».

## Биография

### Ранняя жизнь
Родилась 21 июля 1966 года в Новосибирске. Отец — Юрий Станиславович Лазарев (1934—2018), работал учителем истории в физико-математической школе Новосибирского государственного университета, инвалид по зрению. Мать — Валерия Алексеевна Лазарева (1939—2014), учительница литературы. Есть старшая сестра Ольга.

### Образование
Училась в двух институтах, которые не окончила: Новосибирский государственный педагогический институт (факультет иностранных языков, учитель французского языка), Кемеровский государственный институт культуры (специальность — дирижёр эстрадно-духового оркестра).

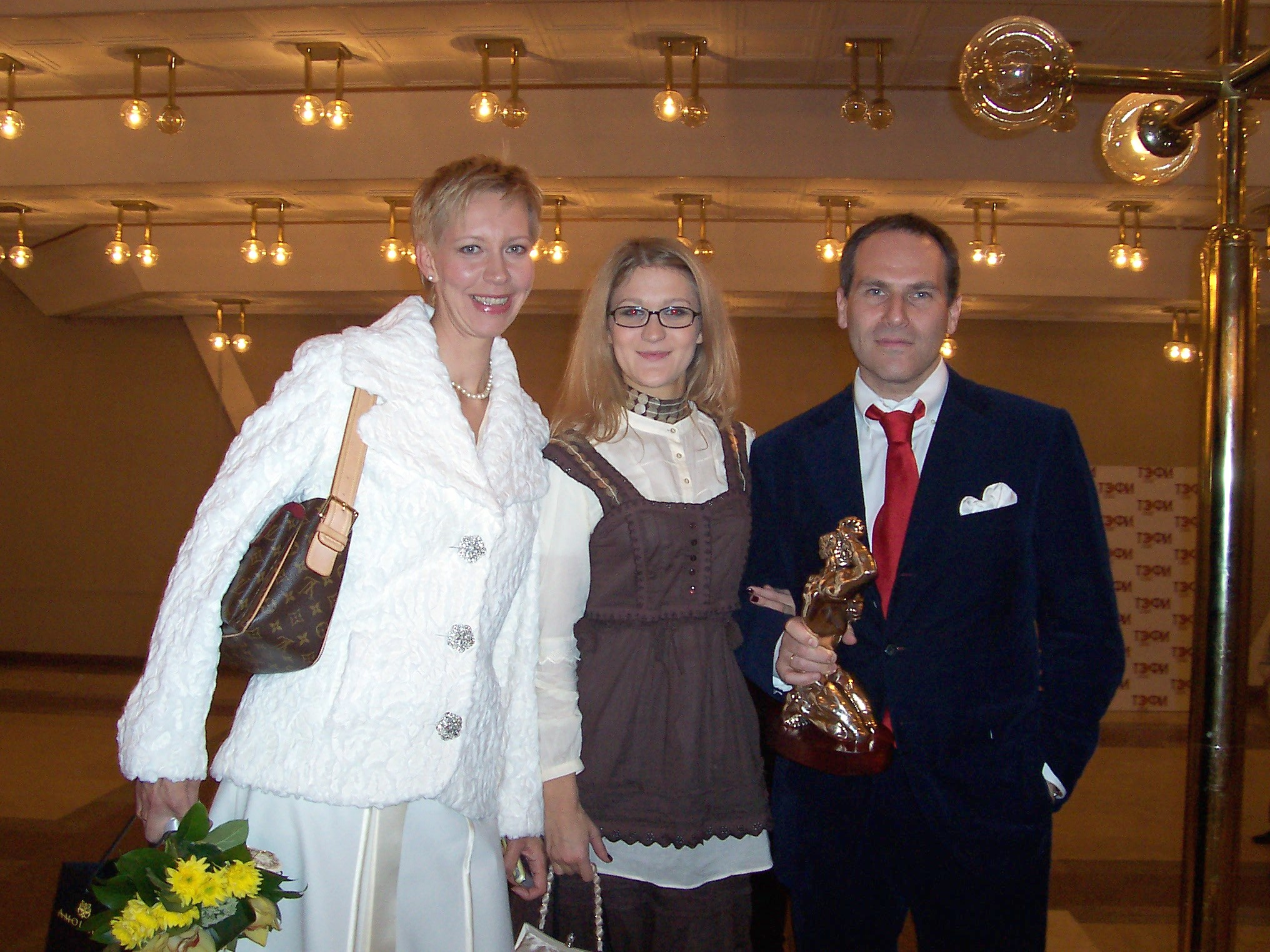
С мужем Михаилом Шацем и режиссёром Сонией Беловой на ТЭФИ 2006

Играла на скрипке. В 1983 году окончила школу, в которой ещё в восьмом классе начала петь в группе политической песни «Амиго», пела десять лет. С гастролями объехала весь Советский Союз. 

### Карьера
Перепробовала множество профессий, не требующих высшего образования. С 1991 (по другим сведениям, с 1985) года играла за команду КВН НГУ. Дважды чемпион Высшей лиги (1991, 1993). В 1994 году переехала в Москву по приглашению Александра Акопова для работы в программе «Титры и спецэффекты», впоследствии превратившуюся в «Раз в неделю».
Участница программы «О.С.П.-студия» с 1996 по 2004 год. В дальнейшем до 2012 года вела ряд других проектов на СТС.
В июле 2011 года вышел диск «Хорошие песни», записанный, в частности, с музыкантами «Хоронько-оркестра».
18 апреля 2011 года перестаёт быть «лицом СТС». Вскоре она возвращается на телеканал, уже не числясь в его штате, но в декабре 2012 года была окончательно отстранена от ведения программ одновременно с увольнением супруга Михаила Шаца, что, по её мнению, является реакцией на их вступление в Координационный совет российской оппозиции. К 2013 году на российском телевидении не осталось передач с её участием.
С 24 мая по 24 декабря 2013 года вместе с Шацем вела сатирическое шоу на политические темы «Телевидение на коленке», которое имело оппозиционную направленность и выкладывалось на видеохостинге YouTube. Проект был завершён по собственному желанию Шаца и Лазаревой, а также из-за отсутствия финансирования.
С 16 сентября 2014 по 30 апреля 2015 года супруги вели разговорную программу «Пара. Нормальное шоу» на радиостанции «Серебряный дождь».

### Переезд в Испанию
С 2016 года Татьяна Лазарева живёт в городе Марбелья в Испании, в двухэтажном доме.
18 ноября 2018 года на YouTube-канале Лазарева запустила разговорное шоу о воспитании детей — «Проект ответственных родителей», — которое просуществовало до 30 ноября 2019 года. Спустя полгода, в июне 2020 года, был запущен новый проект на аналогичные темы, но на другом канале — Lazarevatut.
Татьяна Лазарева выразила свою поддержку Украине во время российского вторжения, а также отметила, что публичным людям в России достаточно тяжело противостоять российской пропаганде в связи с сильными репрессиями.
22 июля 2022 года Минюст РФ внёс Лазареву в список физических лиц — «иностранных агентов».

## Уголовное преследование в России
17 мая 2024 года в отношении Лазаревой было возбуждено уголовное дело по статье 205.2 УК РФ (публичные призывы к осуществлению террористической деятельности или публичное оправдание терроризма). Ей грозит до пяти лет лишения свободы.

Цитата Лазаревой, в которой лингвистическая экспертиза нашла признаки оправдания террористической деятельности:
С тех пор [как случился мятеж Евгения Пригожина] я, кстати говоря, очень отслеживаю свои чувства. Буквально каждый день мы теперь наталкиваемся на атаку беспилотников на российские города, и… вы знаете, это ужасно, но я радуюсь.
13 июня 2024 года экс-телеведущая была объявлена в розыск МВД России.
19 июня 2024 года Росфинмониторинг включил Лазареву в перечень террористов и экстремистов.
10 июля 2024 года Татьяну Лазареву заочно арестовал Замоскворецкий суд Москвы. 10 октября 2024 года она была объявлена в международный розыск по делу об «оправдании терроризма».
24 декабря 2024 года Второй Западный окружной военный суд заочно приговорил бывшую телеведущую к 6,5 годам колонии по делу о пропаганде терроризма, а также запретил заниматься деятельностью, связанной с администрированием интернет-ресурсов, сроком на 4 года.
17 июля 2025 года Пресненский районный суд Москвы заочно арестовал телеведущую Татьяну Лазареву, удовлетворив тем самым ходатайство следственных органов, Как сообщило в среду, 16 июля, издание «Медиазона», речь идет о возбужденном против Лазаревой уголовном деле об «уклонении от исполнения обязанностей „иноагента“». Татьяна Лазарева получила этот статус летом 2022 года.

## Фильмография
- 1997 — 2004 — 33 квадратных метра — Татьяна Юрьевна Звездунова, мама
- 2003 — Ералаш (выпуск № 164, сюжет «Классная драма») — Марья Васильевна, учительница
- 2005 — новогодняя программа «Ночь в стиле Disco»
- 2005 — Адъютанты любви — весёлая девица в трактире
- 2005 — Моя прекрасная няня — учительница математики (53-я серия)
- 2006 — Не родись красивой — камео
- 2009 — Европа-Азия — мать
- 2011 — Звёздный ворс — завуч 51-й спецшколы
- 2012 — Воронины — ведущая программы «Это наш ребёнок!» (пародия на «Это мой ребёнок!») (227)
- 2016 — Коллектор — Татьяна (голос)
- 2019 — Бар «На грудь» (2-й сезон) — мать Марины

## Дубляж
- 2009 — Облачно, возможны осадки в виде фрикаделек — Фрэн Локвуд, мать Флинта[30]
- 2012 — Монстры на каникулах — многодетная волчица-оборотень Ванда[31]
- 2013 — Эрнест и Селестина: Приключения мышки и медведя — мышка Селестина[32]
- 2016 — Невероятный Блинки Билл[англ.] — коала Натси[33]
- 2019 — Семейный брак — Луиза (также закадровый перевод студии «Кириллица» для КиноПоиск, роль Розамунд Пайк)[34]

## Работа на телевидении
- 1991—1994 — выступала в КВН — команда НГУ («Девушки из джаза»);
- 1995 — программа «Титры и спецэффекты» (РТР);
- 1995—2004 — в программах «Раз в неделю», «Назло рекордам!?», «О.С.П.-студия» (ТВ-6, СТС);
- 1996—1998 — ведущая программы «Пальчики оближешь» (ТВ-6)[35];
- 1997—2000, 2003—2004 — 33 квадратных метра — Татьяна Юрьевна Звездунова — мама, главная роль
- 2004—2012 — одна из ведущих программы «Хорошие шутки» (СТС);
- 2007 — программа «Детский день с Татьяной Лазаревой» (канал «Домашний»);
- 2008 — участница проекта «Танцы со звёздами. Сезон-2008» (Россия-1);
- 2009 — одна из ведущих в проекте «Две звезды» («Первый канал»);
- 2009 — одна из ведущих программы «Песня Дня» (СТС);
- 2010 — ведущая программы «Родительская неделя» (канал «Домашний»);
- 2010—2016 — ведущая телеигры «Это мой ребёнок!» (СТС, с 2013 — Дисней).
- 3 декабря 2010 — участница одного из выпусков юмористической программы «Случайные связи» (СТС)[36].
- В первой половине 2011 года участвовала в шоу «Звезда + Звезда» («1+1») в паре с Леонидом Агутиным[37].
- 2 мая 2011 года — ведущая музыкального шоу «Спой!» (СТС);
- 18 апреля 2011 года перестаёт быть «лицом СТС».
- 2011—2012 — одна из ведущих телеигры «Моя семья против всех» (СТС)[38];
- с 27 августа 2011 по 27 июля 2012 года — ведущая программы «Субботник» (Россия-1);
- В конце 2011 года для канала «Россия-1» проходили съёмки шоу «Магия», которое должна была вести Лазарева вместе с Владимиром Зеленским, однако в эфир проект по неизвестным причинам не вышел[39]. Некоторое время спустя Лазарева участвовала в съёмках подводок на сцене в паре с ведущим украинского канала «1+1» Юрием Горбуновым, пилотный выпуск данной версии вышел на этом канале 9 июля 2012 года[40][41]. Впоследствии телепремьера трёх выпусков российской версии состоялась в мае 2019 года на НТВ[42].
- 2012 — член постоянной команды соперников в телеигре «Тільки один» (телеканал «Украина»)[43].

## Общественная деятельность
- С 2004 года Лазарева вместе с мужем Михаилом Шацем приняли активное участие в деятельности благотворительного фонда «Созидание», впоследствии вошли в число членов Попечительского совета фонда. По инициативе Лазаревой к участию в деятельности фонда «Созидание» подключился Александр Пушной, который также стал одним из попечителей фонда[44][45][46]. Лазарева и Шац на протяжении многих лет были постоянными ведущими мероприятий фонда, участвовали в организации благотворительных акций, оказывали материальную помощь нуждающимся[47].
- В 2010 и 2012 году вместе с представителями различных общественных организаций и градозащитниками, такими как актриса Татьяна Догилева, журналист Андрей Новичков, и координатор коалиции «В защиту Москвы» Елена Ткач, препятствовала сносу исторического здания в Большом Козихинском переулке[48]
- 10 декабря 2011 года приняла участие в митинге на Болотной площади в качестве одного из ораторов[49]. Очень эмоционально критиковала российскую власть[50].
- Участвовала в выборах в Координационный совет российской оппозиции, прошла в совет, заняв одиннадцатое место в общегражданском списке[51][52].
- В марте 2013 года записала для проекта «Против гомофобии» видеообращение в поддержку ЛГБТ-сообщества, в котором выступила против закона о запрете пропаганды гомосексуализма[53].
- В марте 2014 года вместе с рядом других деятелей науки и культуры выразила своё несогласие с политикой российской власти в Крыму[54]. В сентябре 2014 года подписала заявление с требованием «прекратить агрессивную авантюру: вывести с территории Украины российские войска и прекратить пропагандистскую, материальную и военную поддержку сепаратистам на Юго-Востоке Украины»[55].
- 29 сентября 2019 года приняла участие в митинге «Отпускай» в поддержку политзаключённых, фигурантов дела о массовых беспорядках[56].
- В марте 2020 года подписала обращение против принятия поправок к Конституции РФ, предложенных президентом Путиным[57].
- В феврале 2022 года выступила против вторжения России на Украину[58].
- В марте 2022 года вместе с группой Студия Квартал-95 высмеяла в телевизионном шоу «Байрактар News»[59] проблемы санкций, наложенных на Россию, а также вела рубрику «Стыд-инфо».

## Книги
- 2012 г. «Мир с первого взгляда»[60]. Изд. Machaon, Азбука-Аттикус, 192 с., 15 000 экз., ISBN 978-5-389-02093-1.
- 2016 г. Татьяна Лазарева. Я малая панда. — М.: Альпина Паблишер, 2016. — 32 с. — (Animal Books). — ISBN 978-5-9614-5470-3.

## Награды
- 2003 — Программа «О.С.П.-студия» — лауреат премии ТЭФИ в номинации «Лучшая развлекательная программа»[61]
- 2006 — Татьяна Лазарева вместе с Михаилом Шацем — лауреаты премии ТЭФИ в номинации «Лучший ведущий развлекательной программы»[62]

## Личная жизнь
Первым мужем Лазаревой был бизнесмен Александр Другов (бывший студент её родителей — преподавателей института). Поженились в 1991 году, брак продлился около месяца.
Сын Степан Лазарев родился вне брака в 1995 году.

Татьяна Лазарева: «Я родила сына от одного подонка — папаша испарился сразу же после зачатия»— 
17 июля 1998 года Лазарева вышла замуж за своего коллегу Михаила Шаца. У пары две дочери: Софья (род. 1998) и Антонина (род. 2006).
По состоянию на июнь 2022 года проживали раздельно в Испании и Израиле. В интервью в декабре 2022 года Шац заявил о расставании с Татьяной и об их разводе. В январе 2024 года Татьяна Лазарева в своём блоге официально сообщила о разводе с Михаилом.